# ISO 3166-2:MX
ISO 3166-2 données pour le Mexique
| ISO 3166-2 | Drapeaux et nom commun  | Nom officiel                                               | Abbrev. |
| ---------- | ----------------------- | ---------------------------------------------------------- | ------- |
| MX-AGU     | Aguascalientes          | Estado Libre y Soberano de Aguascalientes                  | Ags.    |
| MX-BCN     | Basse-Californie        | Estado Libre y Soberano de Baja California                 | B.C.    |
| MX-BCS     | Basse-Californie du Sud | Estado Libre y Soberano de Baja California Sur             | B.C.S.  |
| MX-CAM     | Campeche                | Estado Libre y Soberano de Campeche                        | Camp.   |
| MX-CHH     | Chihuahua               | Estado Libre y Soberano de Chihuahua                       | Chih.   |
| MX-CHP     | Chiapas                 | Estado Libre y Soberano de Chiapas                         | Chis.   |
| MX-COA     | Coahuila                | Estado Libre y Soberano de Coahuila de Zaragoza            | Coah.   |
| MX-COL     | Colima                  | Estado Libre y Soberano de Colima                          | Col.    |
| MX-CMX     | Ville de Mexico         | Ciudad de México                                           | CMX     |
| MX-DUR     | Durango                 | Estado Libre y Soberano de Durango                         | Dgo.    |
| MX-GRO     | Guerrero                | Estado Libre y Soberano de Guerrero                        | Gro.    |
| MX-GUA     | Guanajuato              | Estado Libre y Soberano de Guanajuato                      | Gto.    |
| MX-HID     | Hidalgo                 | Estado Libre y Soberano de Hidalgo                         | Hgo.    |
| MX-JAL     | Jalisco                 | Estado Libre y Soberano de Jalisco                         | Jal.    |
| MX-MEX     | État de Mexico          | Estado Libre y Soberano de México                          | Edomex. |
| MX-MIC     | Michoacán               | Estado Libre y Soberano de Michoacán de Ocampo             | Mich.   |
| MX-MOR     | Morelos                 | Estado Libre y Soberano de Morelos                         | Mor.    |
| MX-NAY     | Nayarit                 | Estado Libre y Soberano de Nayarit                         | Nay.    |
| MX-NLE     | Nuevo León              | Estado Libre y Soberano de Nuevo León                      | N.L.    |
| MX-OAX     | Oaxaca                  | Estado Libre y Soberano de Oaxaca                          | Oax.    |
| MX-PUE     | Puebla                  | Estado Libre y Soberano de Puebla                          | Pue.    |
| MX-QUE     | Querétaro               | Estado Libre y Soberano de Querétaro                       | Qro.    |
| MX-ROO     | Quintana Roo            | Estado Libre y Soberano de Quintana Roo                    | Q. Roo. |
| MX-SIN     | Sinaloa                 | Estado Libre y Soberano de Sinaloa                         | Sin.    |
| MX-SLP     | San Luis Potosí         | Estado Libre y Soberano de San Luis Potosí                 | S.L.P.  |
| MX-SON     | Sonora                  | Estado Libre y Soberano de Sonora                          | Son.    |
| MX-TAB     | Tabasco                 | Estado Libre y Soberano de Tabasco                         | Tab.    |
| MX-TAM     | Tamaulipas              | Estado Libre y Soberano de Tamaulipas                      | Tamps.  |
| MX-TLA     | Tlaxcala                | Estado Libre y Soberano de Tlaxcala                        | Tlax.   |
| MX-VER     | Veracruz                | Estado Libre y Soberano de Veracruz de Ignacio de la Llave | Ver.    |
| MX-YUC     | Yucatán                 | Estado Libre y Soberano de Yucatán                         | Yuc.    |
| MX-ZAC     | Zacatecas               | Estado Libre y Soberano de Zacatecas                       | Zac.    |